# Чарльз Джордж Гордон
Чарльз Джордж Ґордон (англ. Charles George Gordon; 28 січня 1833, Лондон, Британська імперія — 26 січня 1885, Хартум, махдістський Судан) — один з найзнаменитіших британських генералів XIX століття, відомий під ім'ям «Китайського Гордона», «Гордона Хартумського» або «Гордона-Паші». Ключова фігура облоги Хартума. Є головною дійовою особою голлівудської кіноепопеї «Хартум» (1966), де його роль зіграв Чарлтон Гестон, а роль Махді — Лоуренс Олів'є.